# 丁贡南
丁贡南（1901年9月—1991年3月），安徽怀宁人，中国公路工程专家，中国农工民主党中央委员会原常务委员、北京市委员会原主任委员，北京市政协原副主席，第三、四、五、六、七届全国政协委员。